# (10653) Witsen
(10653) Witsen (6030 P-L) – planetoida z grupy pasa głównego asteroid okrążająca Słońce w ciągu 7 lat w średniej odległości 3,66 j.a. Odkryta 24 września 1960 roku.